# Hiroshi Miyazawa
Hiroshi Miyazawa (宮澤 浩?, Miyazawa Hiroshi; Chigasaki, 22 novembre 1970) è un ex calciatore giapponese, di ruolo difensore. Vice allenatore del Mumbai City.